# 浅野二郎
浅野 二郎（あさの じろう、1922年 - ）は、園芸学者。千葉大学名誉教授。日本庭園学会会長などを歴任。農学博士。

## 経歴
福島県生まれ。京都大学農学部卒業。京都大学講師、香川大学助教授を経て1964年香川大学農学部教授就任。1977年千葉大学園芸学部教授。
主な庭園設計に徳島県徳島市の料亭「渭水苑」（旧和田吉郎邸）庭園がある。他、梁川城本丸の庭園遺跡調査など、多数。
1987年度日本造園学会上原敬二賞受賞。

## 著書
- 『庭公園樹と地被植物』（共著、ワールドグリーン出版、1986年と改訂版1998年）
- 『讃岐の庭園』（解説、不二出版社、1976年）
- 『造園技術ハンドブック』（共著、誠文堂新光社、1988年）
- 『生垣と竹垣』（共著、ワールドグリーン出版、1984年と改訂版1996年）
- 『造園技術』（共著、養賢堂）
- 『樹木 庭園樹・公園樹 続編』（共著、ワールドグリーン出版、1982年）